# Pachycnemia hippocastanaria
Pachycnemia hippocastanaria là một loài bướm đêm trong họ Geometridae.

## Hình ảnh

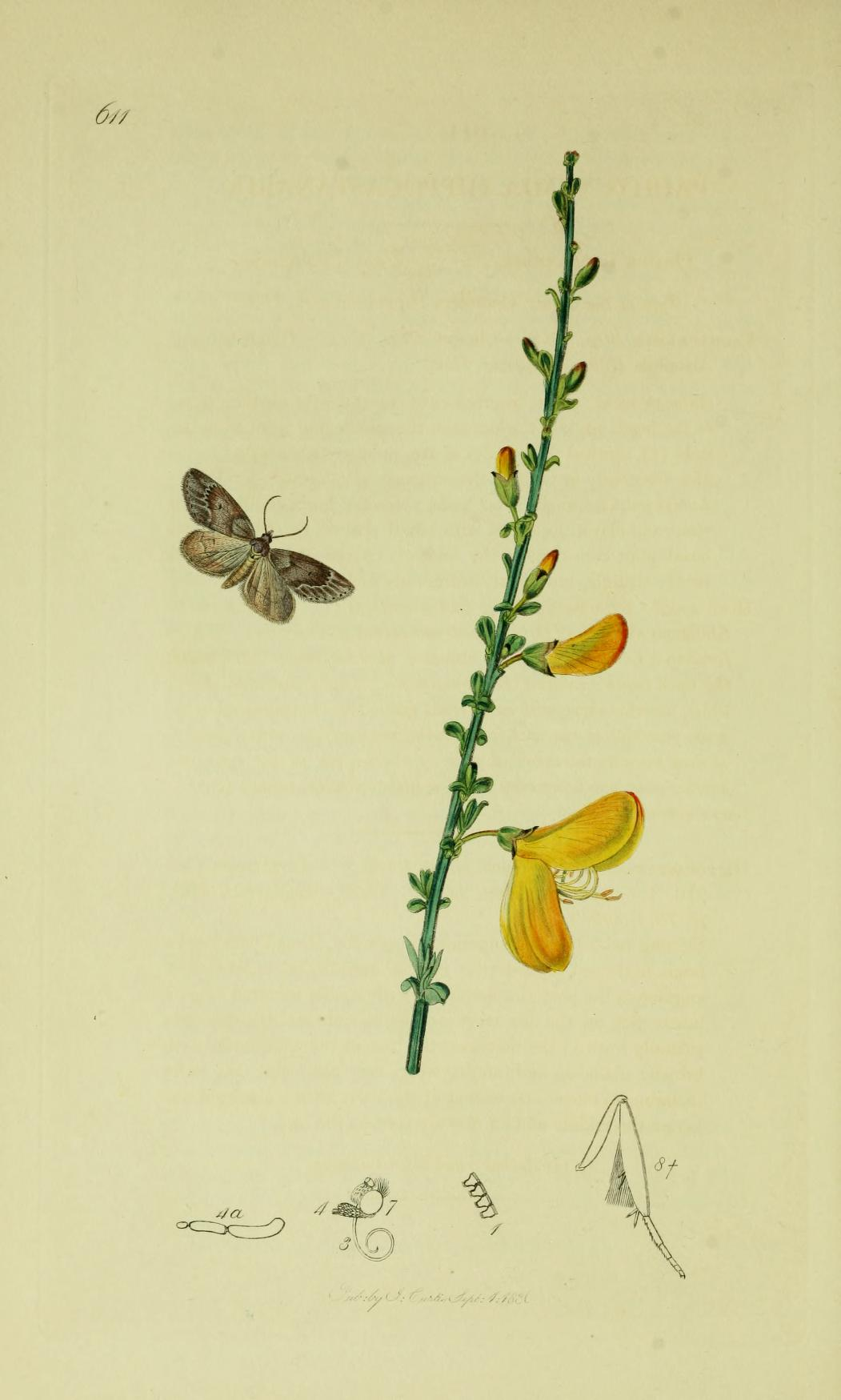
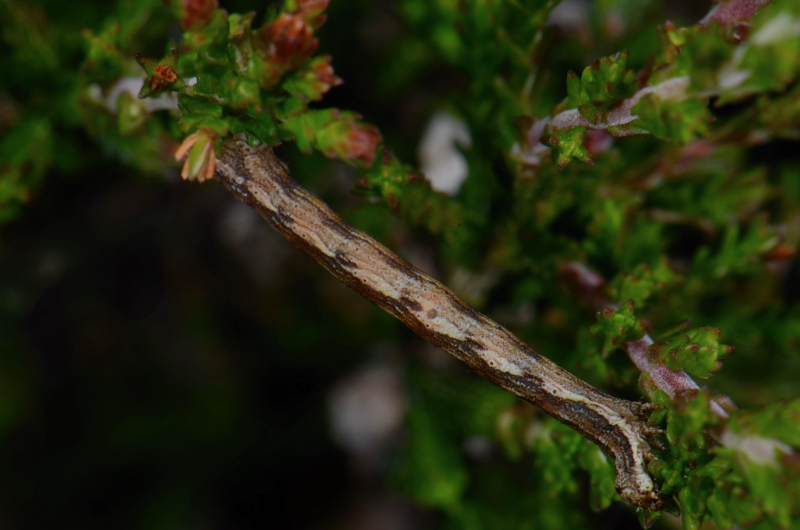
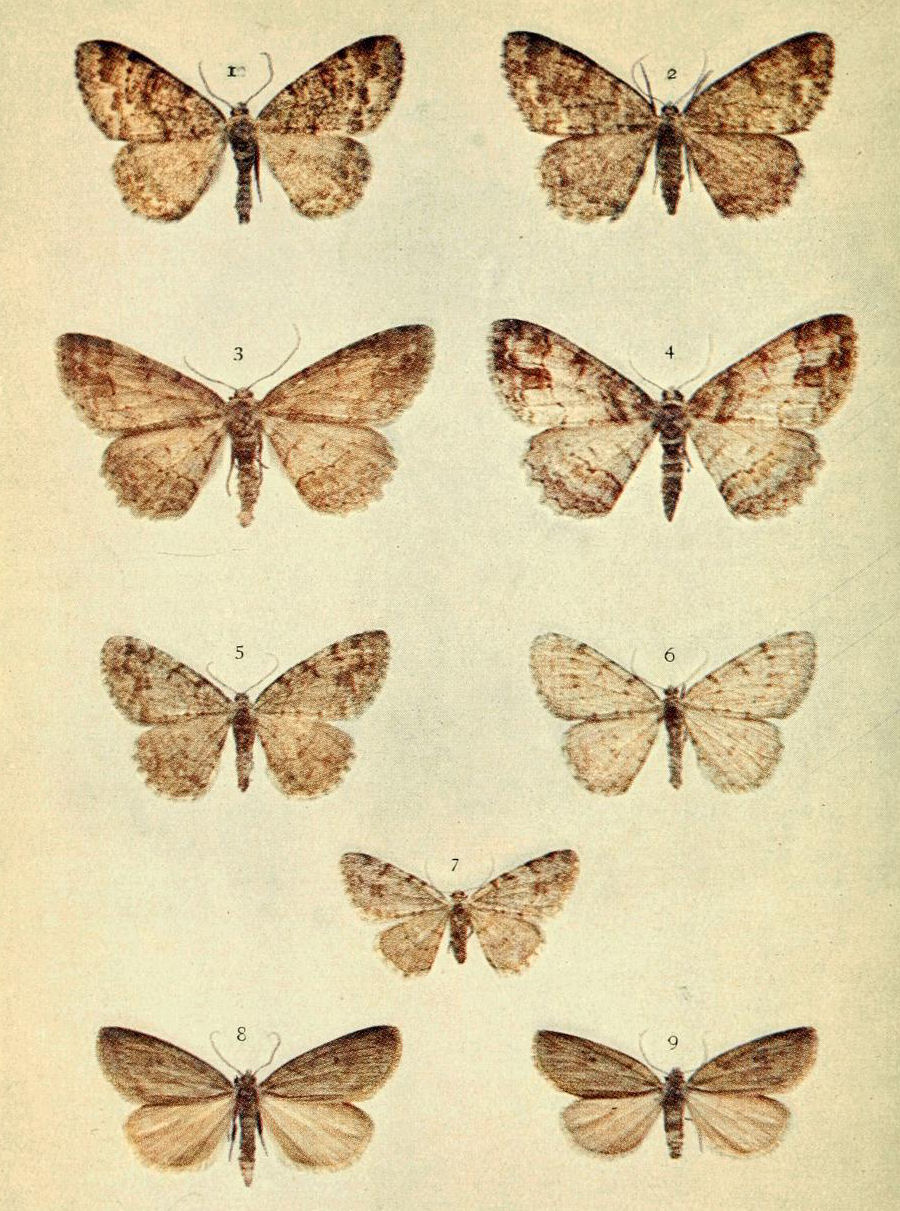
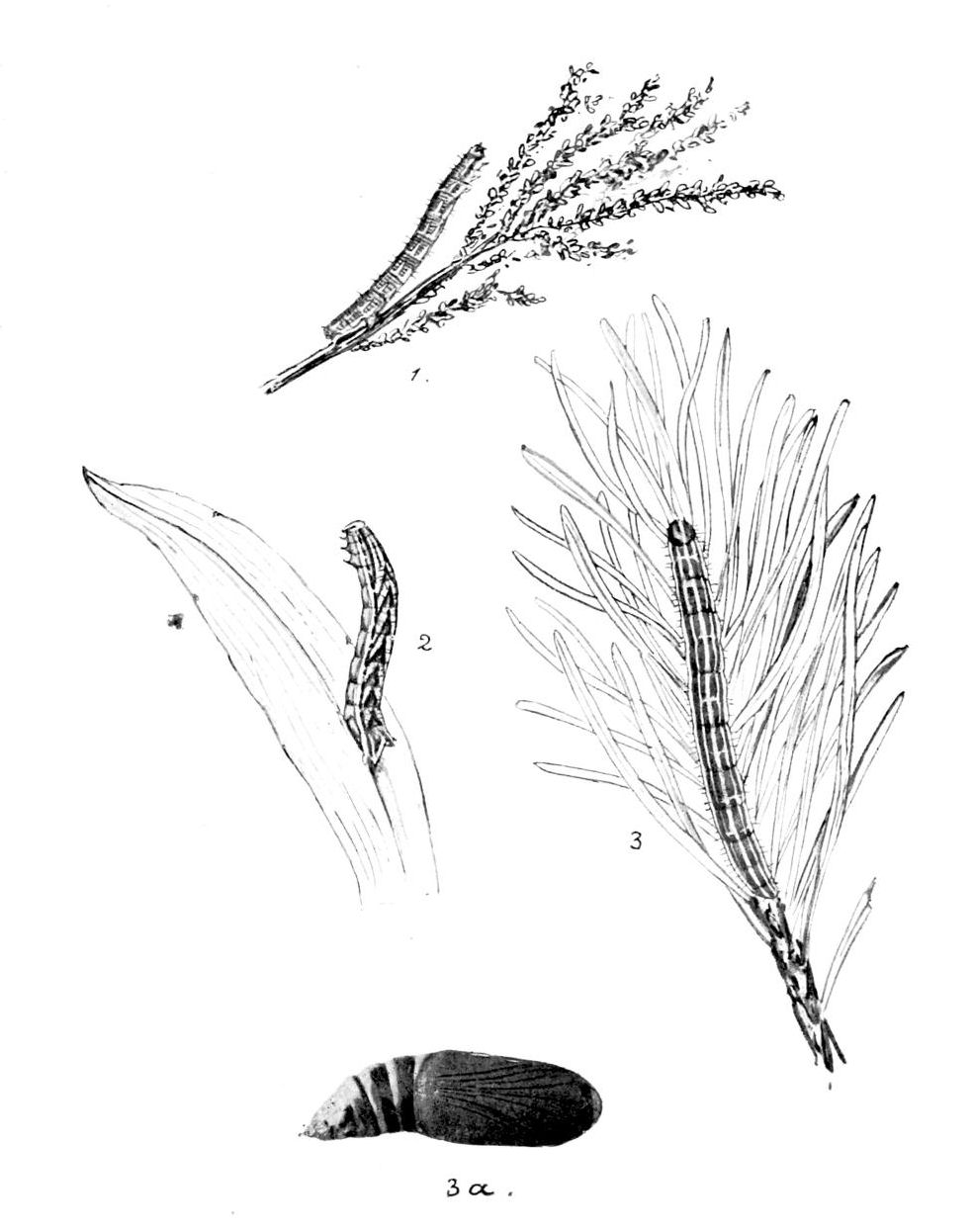